# Ульмський собор
У́льмський собо́р, або Ульмський мюнстер (нім. Ulmer Münster) — лютеранська церква, розташована в Ульмі, Німеччина; це найвища церква у світі, її шпиль сягає висоти 161,53 м і на нього ведуть 768 сходинок. Хоча він часом і згадується як Ульмський собор через свій великий розмір, церква ніколи не була собором, оскільки ніколи не була осідком єпископа. (відповідальний єпископ Євангелічної церкви у Вюртембергу, що є членом Євангелічної церкви Німеччини, має резиденцію в Штутгарті). Ульмський собор — знаменитий зразок готичної еклезіастичної архітектури. Як і Кельнський собор — інша будівля готичної ери — Ульмський собор закінчили тільки у XIX столітті. З оглядового майданчика на висоті 143 м відкривається панорамний краєвид Ульма в Баден-Вюртембергу та Нового Ульма в Баварії, а за ясної погоди можна побачити альпійські вершини від Сантіса до Цугшпітце.

## Історія
Будівництво собору було розпочате 30 червня 1377 року. У той час усі церкви міста були розташовані поза міськими стінами, що унеможливлювало їх відвідування парафіянами під час частих воєн. Тому було прийнято рішення про будівництво нового собору в межах міста, який здатний би був умістити 20 тис. відвідувачів.
У 1543 будівництво було призупинено через брак фінансування. Слід зазначити, що спорудження храму велось за кошти виключно громадян міста — релігійні або світські правителі участі у фінансуванні не брали.
У середині XIX століття будівництво було продовжено. В першу чергу була закінчена нава, після чого були завершенні дві хорові вежі.
У 1890 році було завершено спорудження головної вежі. Через 513 років після початку будівництва готичний собор був побудований.

## Галерея

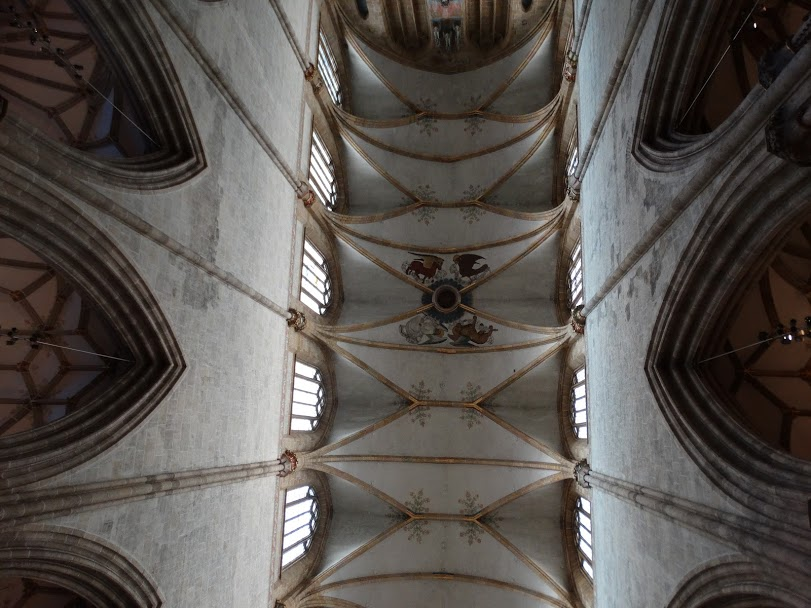
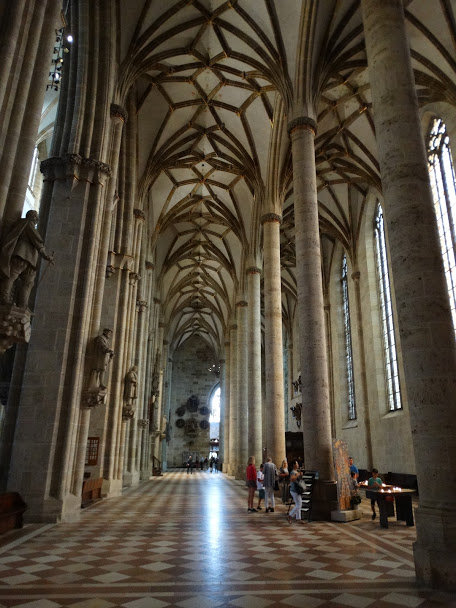
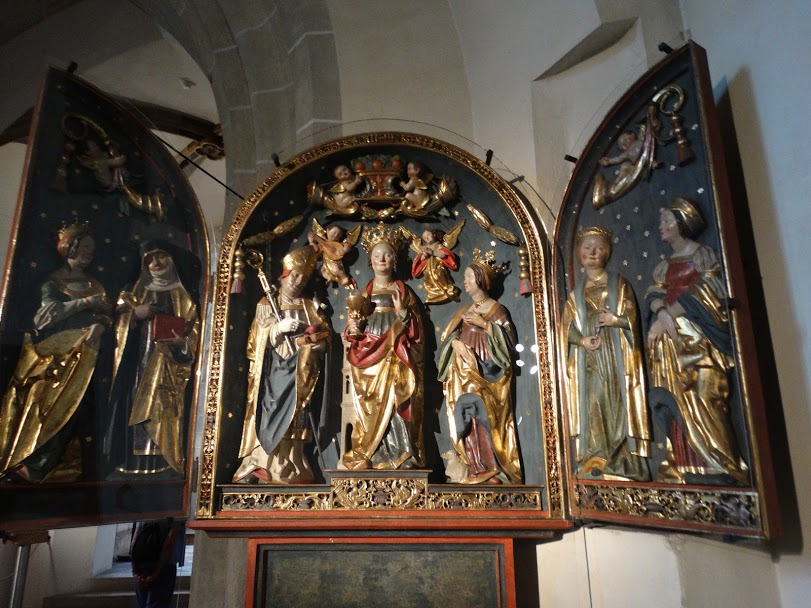
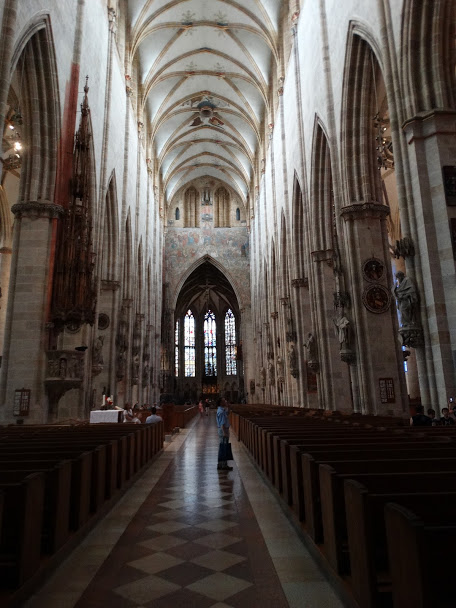
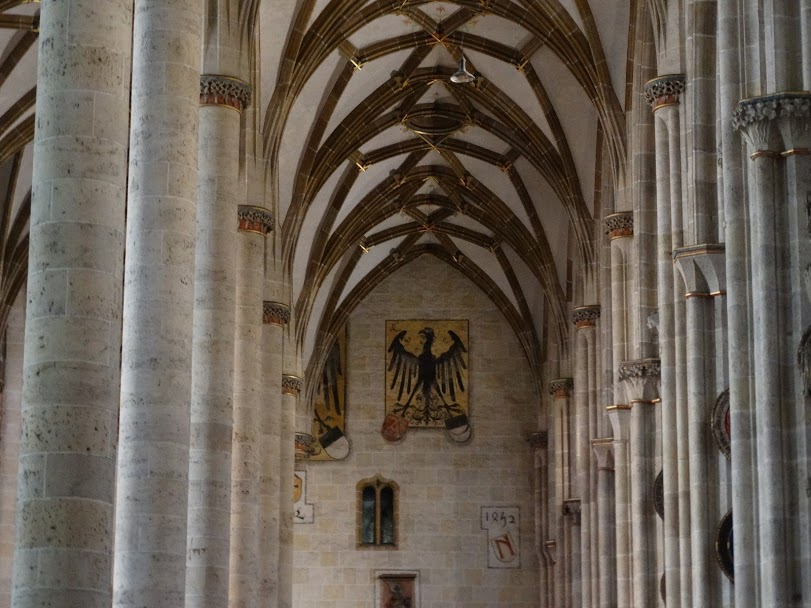
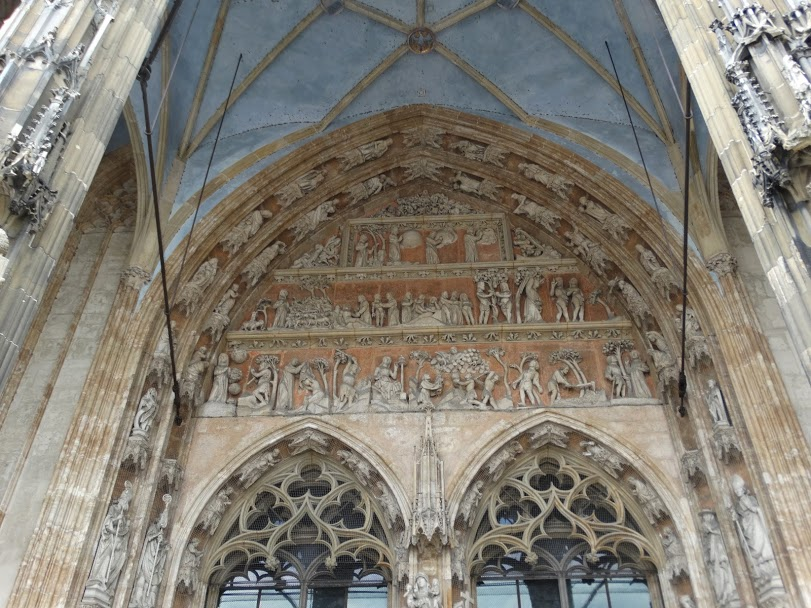
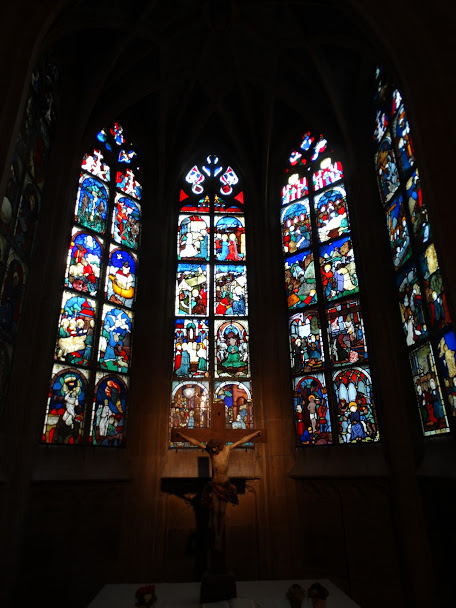